# Barom-1
Barom-1 (jap.: バロム・1) ist eine japanische Manga-Serie von Takao Saitō, die 1970 und 1971 veröffentlicht wurde. 2002 entstand eine Adaption als Animeserie. Die Geschichte erzählt von und ist in die Genres Action und Science-Fiction einzuordnen.

## Handlung
Eines Nachts kommt ein Monster aus einem See und greift Takeshi Kido und Kentaro Shiratori an. Als das Monster im Begriff ist, die beiden Kindheitsfreunde zu töten, tritt ein Wesen namens Kopu mit ihnen in Kontakt und sagt ihnen, dass sie die Auserwählten seien, um die Welt vor der bösen Kreatur Gōmon zu schützen. Kopu gibt Kentaro und Takeshi ein Radar und die Fähigkeit, sich in das mächtige Monster Barom-1 zu verwandeln, indem sie sich an gegenseitig die Hände halten. Jetzt müssen die beiden Jungs die Monster vernichten, die von Gōmon besessen sind. Während Kopu eine Personifikation des Lichts ist, das über die Welt der Menschen wacht, ist Gōmon die Dunkelheit, die die Menschheit bedroht. Die beiden von Kopu auserwählten Jungen eint ein besonders enges Band der Freundschaft und sie ergänzen sich beide: während der eine besonders klug ist, verfügt der andere über besonders große körperliche Kraft. Ihre Freundschaft wird auch nicht davon beeinträchtigt, dass beide in ihre Klassenkameradin Yuko verliebt sind. Diese wird dann plötzlich entführt, was die Freunde zwingt, trotz ihrer anfänglichen Abneigung gegen ihre Identität als Barom-1 erneut ihre von Kopu erhaltenen Fähigkeiten einzusetzen. Zudem wurde von Gōmon durch die von ihm Besessenen der Ruf von Barom-1 beschädigt, er wird für mehrere Erdbeben in Japan verantwortlich gemacht. Die beiden Freunde müssen sich öffentlich zu ihrer Identität stehen, um ihre Freundin und danach immer wieder auch die ganze Menschheit vor den Bedrohungen durch Gōmon zu schützen.

## Veröffentlichung
Der Manga erschien 1970 und 1971 im Magazin Bokura Magazine beim Verlag Kodansha. Dieser brachte die Kapitel auch gesammelt in zwei Bänden heraus. Eine englische Übersetzung erschien online bei Crunchyroll und JManga.

## Realfilm-Serie
1972 entstand als erste Adaption des Mangas eine 35-teilige Fernsehserie. Bei der Produktion von Tōei war Katsuhiko Taguchi Regisseur und das Drehbuch schrieb Masaru Igami. Sie wurde vom 2. April bis 26. November 1972 von Nippon TV gezeigt.

## Anime
Die Anime-Serie wurde anlässlich des 30-jährigen Bestehens ihrer Vorlage von E&G Films produziert. Regie führte Tsuneo Tominaga und Hauptautor war Narumitsu Taguchi. Das Charakterdesign entwarf Manabu Nakatake und die künstlerische Leitung lag bei Hideto Nakahara. Für den Ton war Hideo Takahashi zuständig. Die Produzenten waren Hitoshi Sougawa, Sachiko Arifuku, Satoshi Anzai und Tetsuya Tsuchihashi.
Die insgesamt 13 je 25 Minuten langen Folgen wurden ab dem 7. Dezember 2002 von AT-X ausgestrahlt. Die letzte Folge wurde am 22. März 2003 gezeigt. Es wurden Übersetzungen ins Englische, Spanische, Portugiesische, Tagalog und auf Französisch produziert.

### Synchronisation
| Rolle             | Japanische Sprecher (Seiyū) |
| ----------------- | --------------------------- |
| Kentaro Shiratori | Daisuke Namikawa            |
| Yuko Sugino       | Atsuko Enomoto              |
| Yoshiko Kido      | Hiroko Nishi                |
| Nanori Kido       | Hiroyuki Yoshino            |
| Noriko Kido       | Maaya Sakamoto              |
| Kopu              | Masaaki Tsukada             |
| Kenichi Shiratori | Minoru Inaba                |
| Rintaro Kido      | Naomi Kusumi                |

### Musik
Die Musik komponierte Hiroshi Motokura. Für den Vorspann verwendete man das Lied Ki-Mi-Da-Ke von Dasein und der Abspann wurde unterlegt mit dem Lied Natsu no Yuuhi von The Jeni Jeni.

## Rezeption
In der Anime Encyclopedia wird die Serie mit Babel II und Ambassador Magma verglichen. Die Kombination von albernen, aber tödlichen Monstern und den moralischen Dilemmata und Ängsten, die die Jugendlichen durchleben, sei jedoch wenig befriedigend.